# 음발라흐
음발라흐(Mbalax)는 세네갈과 감비아의 전국적인 인기 댄스 음악이다. 재즈, 소울, 라틴, 록과 같은 전통적인 서양 음악과 춤, 그리고 세네갈의 전통 북 소리와 춤 음악과 같은 춤을 추는 것이다.